# Abdelhafid Benchabla
Abdelhafid Benchabla est un boxeur algérien né le 26 septembre 1986 à Zemmouri.

## Carrière
Médaillé d'argent aux Jeux panafricains en 2007 dans la catégorie mi lourds, il s'incline en quart de finale des Jeux olympiques de Pékin l'année suivante face au futur champion olympique chinois Zhang Xiaoping.
Remarqué par cette performance, il devient membre de l'équipe coréenne des Incheon Red Wings, franchise engagée en 2010 dans la WSB (World Series of Boxing).
Le 28 mai 2011, Benchabla devient champion du monde WSB après un combat remporté aux points contre le français Groguhe du club de Paris United. Grâce à ce titre, il remporte un chèque de 20 000 $ et un ticket pour les JO 2012, pour lesquels il est porte-drapeau de la délégation algérienne. Il perd à nouveau au stade des quarts de finale contre l'ukrainien Oleksandr Gvozdyk. En 2019, Abdelhafid Benchabla remporte la médaille d'or aux Jeux Africains.

### Principaux résultats
- Médaille d'Or aux Jeux Africains Rabat 2019 (Maroc)
- Médaille d'Or aux Jeux Méditerranéens Mersin 2013 (Turquie)
- Champion du monde WSB 2011 bat Ludovic Groguhe (France)
- Demi-finaliste du championnat Arabe de boxe 2007 battu par Mourad Sahraoui.
- Finaliste des Jeux panafricains 2007 battu par Ramadan Yasser.
- Finaliste des éliminatoires Africains pour les Jeux olympiques de 2008 battu par Suleimane Sahraoui.
- Quart de finaliste des JO 2008 battu par Zhang Xiaoping.
- Quart de finaliste de la World Cup 2008 battu par Dinesh Kumar.
- Quart de finaliste de la President's Cup 2009 battu par Rizvan Alimuradov.
- Quart de finaliste des JO 2012 battu par Oleksandr Gvozdyk.

### Classement mondial
- Classé no 3 mondial AIBA des moins de 81 kg le 2 mai 2010
- Meilleur classement AIBA : 2e mondial le 1er janvier 2010

### Combats en WSB, saison 2010/11
Club = Incheon Red Wings, Corée du Sud
Conférence Asiatique 

9 novembre 2010, Astana 5-0 Incheon: non titularisé

27 novembre 2010, Pekin-Incheon :

10 décembre 2010, Baku-Incheon :

18 décembre 2010, Baku-Incheon :

7 janvier 2011, Incheon-Pekin :

15 janvier 2011, Astana-Incheon :

29 janvier 2011, Incheon-Astana :

4 février 2011, Incheon-Pekin :

19 février 2011, Incheon-Baku :

25 février 2011, Incheon-Baku :

12 mars 2011, Pekin-Incheon :

18 mars 2011, Incheon-Astana :

## Référence
1. ↑  (fr) Palmarès d'Abdelhafid Benchabla (les-sports.info)